# Discografia di Lil Baby
La discografia di Lil Baby, rapper statunitense, è composta da due album in studio, sei mixtape e 52 singoli, di cui 36 in collaborazione con altri artisti.

## Album

### Album in studio
| Anno                                                                                          | Titolo e dettagli | Posizioni massime in classifica | Posizioni massime in classifica | Posizioni massime in classifica | Posizioni massime in classifica | Posizioni massime in classifica | Posizioni massime in classifica | Posizioni massime in classifica | Posizioni massime in classifica | Posizioni massime in classifica | Certificazioni                   |
| Anno                                                                                          | Titolo e dettagli | USA                             | AUS                             | CAN                             | IRL                             | NLD                             | NZL                             | SWE                             | SWI                             | UK                              | Certificazioni                   |
| --------------------------------------------------------------------------------------------- | --- | ------------------------------- | ------------------------------- | ------------------------------- | ------------------------------- | ------------------------------- | ------------------------------- | ------------------------------- | ------------------------------- | ------------------------------- | -------------------------------- |
| 2018                                                                                          | Harder Than Ever - Pubblicato: 18 maggio 2018 - Etichetta: 4PF, Wolfpack, Quality Control, Motown, Capitol - Formati: CD, LP, download digitale, streaming | 3                               | —                               | 9                               | —                               | 129                             | —                               | —                               | —                               | —                               | - USA: Platino - CAN: Oro        |
| 2020                                                                                          | My Turn - Pubblicato: 28 febbraio 2020 - Etichetta: 4PF, Wolfpack, Quality Control, Motown - Formati: CD, LP, download digitale, streaming                 | 1                               | 20                              | 2                               | 12                              | 14                              | 19                              | 44                              | 20                              | 6                               | - USA: Platino (3) - UK: Argento |
| 2021                                                                                          | The Voice of the Heroes (con Lil Durk) - Pubblicato: 4 giugno 2021 - Etichetta: 4PF, Quality Control, Capitol, Motown, OTF, Alamo, Geffen                  | 1                               | 20                              | 2                               | 17                              | 7                               | 21                              | 47                              | 10                              | 5                               |                                  |
| "—" indica che l'opera non si è classificata o che non è stata pubblicata in quel territorio. | |                                 |                                 |                                 |                                 |                                 |                                 |                                 |                                 |                                 |                                  |

### Mixtape
| Anno                                                                                          | Titolo | Classifiche | Classifiche | Classifiche | Classifiche | Classifiche | Classifiche | Classifiche | Classifiche | Certificazioni            |
| Anno                                                                                          | Titolo | USA         | AUS         | CAN         | IRL         | NLD         | NOR         | SWE         | UK          | Certificazioni            |
| --------------------------------------------------------------------------------------------- | --- | ----------- | ----------- | ----------- | ----------- | ----------- | ----------- | ----------- | ----------- | ------------------------- |
| 2017                                                                                          | Perfect Timing - Pubblicato: 14 aprile 2017 - Etichetta: 4PF, Wolfpack, Quality Control - Formati: Download digitale, streaming                              | —           | —           | —           | —           | —           | —           | —           | —           |                           |
| 2017                                                                                          | Harder Than Hard - Pubblicato: 18 giugno 2017 - Etichetta: 4PF, Wolfpack, Quality Control - Formati: Download digitale, streaming                            | —           | —           | —           | —           | —           | —           | —           | —           |                           |
| 2017                                                                                          | 2 the Hard Way (con Marlo) - Pubblicato: 9 ottobre 2017 - Etichetta: 4PF, Wolfpack, Quality Control - Formati: Download digitale, streaming                  | —           | —           | —           | —           | —           | —           | —           | —           |                           |
| 2017                                                                                          | Too Hard - Pubblicato: 1 dicembre 2017 - Etichetta: 4PF, Wolfpack, Quality Control - Formati: Download digitale, streaming                                   | 80          | 33          | —           | —           | —           | —           | —           | —           | - USA: Oro                |
| 2018                                                                                          | Drip Harder (con Gunna) - Pubblicato: 5 ottobre 2018 - Etichetta: Quality Control, YSL, 300, Motown, Capitol - Formati: CD, LP, download digitale, streaming | 4           | 45          | 3           | 39          | 20          | 18          | 26          | 12          | - USA: Platino - CAN: Oro |
| 2018                                                                                          | Street Gossip - Pubblicato: 30 novembre 2018 - Etichetta: Quality Control, Motown, Capitol - Formati: CD, LP, download digitale, streaming                   | 2           | —           | 7           | 89          | 31          | 35          | 55          | 50          | - USA: Oro                |
| "—" indica che l'opera non si è classificata o che non è stata pubblicata in quel territorio. | |             |             |             |             |             |             |             |             |                           |

## Singoli

### Come artista principale
| Anno                                                                                          | Titolo                                           | Classifiche | Classifiche | Classifiche | Classifiche | Classifiche | Classifiche | Certificazioni                                  | Album di provenienza          |
| Anno                                                                                          | Titolo                                           | USA         | AUS         | CAN         | IRL         | SWE         | UK          | Certificazioni                                  | Album di provenienza          |
| --------------------------------------------------------------------------------------------- | ------------------------------------------------ | ----------- | ----------- | ----------- | ----------- | ----------- | ----------- | ----------------------------------------------- | ----------------------------- |
| 2017                                                                                          | My Dawg                                          | 71          | —           | —           | —           | —           | —           | - USA: Platino - CAN: Oro                       | Harder Than Hard              |
| 2017                                                                                          | 2 The Hard Way (con Marlo)                       | —           | —           | —           | —           | —           | —           |                                                 | 2 The Hard Way                |
| 2017                                                                                          | Freestyle                                        | —           | —           | —           | —           | —           | —           | - CAN: Oro - USA: Platino (2)                   | Too Hard                      |
| 2017                                                                                          | All of a Sudden (feat. Moneybagg Yo)             | —           | —           | —           | —           | —           | —           | - USA: Platino                                  | Too Hard                      |
| 2018                                                                                          | Southside                                        | 79          | —           | —           | —           | —           | —           | - USA: Oro                                      | Harder Than Ever              |
| 2018                                                                                          | Yes Indeed (con Drake)                           | 6           | 68          | 7           | 65          | 91          | 46          | - USA: Platino (6) - CAN: Platino (3)           | Harder Than Ever              |
| 2018                                                                                          | Drip Too Hard                                    | 4           | —           | 10          | 50          | 97          | 28          | - CAN: Platino (4) - UK: Oro - USA: Platino (7) | Drip Harder                   |
| 2019                                                                                          | Close Friends                                    | 28          | 74          | —           | —           | —           | 68          | - CAN: Oro - USA: Platino (4)                   | Drip Harder                   |
| 2019                                                                                          | Phone Down (con Stefflon Don)                    | —           | —           | —           | —           | —           | 68          |                                                 | /                             |
| 2019                                                                                          | Out the Mud (con Future)                         | 70          | —           | —           | —           | —           | —           | - USA: Platino                                  | /                             |
| 2019                                                                                          | Baby (con Quality Control e DaBaby)              | 21          | —           | 54          | —           | —           | —           |                                                 | Control the Streets, Volume 2 |
| 2019                                                                                          | Toast Up (feat. Ali Tomineek e Shad on the Beat) | —           | —           | —           | —           | —           | —           |                                                 | /                             |
| 2019                                                                                          | Woah                                             | 15          | —           | 28          | 93          | —           | 66          | - USA: Platino (3)                              | My Turn                       |
| 2020                                                                                          | Sum 2 Prove                                      | 16          | —           | 43          | —           | —           | 94          | - USA: Platino - CAN: Oro                       | My Turn                       |
| 2020                                                                                          | Emotionally Scarred                              | 31          | —           | 85          | —           | —           | 78          | - USA: Platino                                  | My Turn                       |
| 2020                                                                                          | All In                                           | 45          | —           | 84          | —           | —           | —           | - USA: Oro                                      | My Turn                       |
| 2020                                                                                          | The Bigger Picture                               | 3           | —           | 18          | 65          | —           | 54          | - USA: Platino                                  | My Turn (Deluxe)              |
| 2020                                                                                          | Errbody                                          | 41          | —           | 56          | —           | —           | —           |                                                 | TBA                           |
| 2020                                                                                          | On Me                                            | 30          | —           | 57          | —           | —           | —           | - USA: Platino - CAN: Oro                       | TBA                           |
| 2021                                                                                          | Real as It Gets (feat. EST Gee)                  | 34          | —           | 52          | —           | —           | —           |                                                 | TBA                           |
| 2021                                                                                          | Ramen & OJ (con Joyner Lucas)                    | 67          | —           | 56          | 84          | —           | —           |                                                 | TBA                           |
| 2021                                                                                          | We Win (con Kirk Franklin)                       | —           | —           | —           | —           | —           | —           |                                                 | Space Jam: A New Legacy       |
| 2021                                                                                          | Voice of the Heroes (con Lil Durk)               | 21          | —           | 43          | 98          | —           | 62          |                                                 | The Voice of the Heroes       |
| "—" indica che l'opera non si è classificata o che non è stata pubblicata in quel territorio. |                                                  |             |             |             |             |             |             |                                                 |                               |

### In collaborazione con altri artisti
| Anno | Titolo                                                                         | Classifiche | Classifiche | Classifiche | Album di provenienza                  |
| Anno | Titolo                                                                         | US          | CAN         | UK          | Album di provenienza                  |
| ---- | ------------------------------------------------------------------------------ | ----------- | ----------- | ----------- | ------------------------------------- |
| 2017 | Check (Chief feat. Lil Baby)                                                   | —           | —           | —           | /                                     |
| 2017 | Lil Cali & Pakistan (Ralo feat. Lil Baby)                                      | —           | —           | —           | Plugged in the Cartel                 |
| 2017 | Usain Bolt (David Pablo feat. Lil Baby, Kash Doll e Trap Fost)                 | —           | —           | —           | Hood Hero                             |
| 2017 | Kilo (Remix) (Scotty Music feat. Lil Baby)                                     | —           | —           | —           | /                                     |
| 2017 | Got It Right (PopaBand feat. Lil Baby)                                         | —           | —           | —           | /                                     |
| 2017 | Shit Together (Remix) (Jayway Sosa feat. Lil Baby)                             | —           | —           | —           | GodSpeed Reoaded                      |
| 2018 | Change (Lu Kane feat. Lil Baby)                                                | —           | —           | —           | /                                     |
| 2018 | Fake Love (1K feat. Lil Baby)                                                  | —           | —           | —           | /                                     |
| 2018 | Thug Life (Yungstar BBG feat. Lil Baby)                                        | —           | —           | —           | /                                     |
| 2018 | Dope Boyz (HG Nya Banx feat. Lil Baby)                                         | —           | —           | —           | /                                     |
| 2018 | Sold Out Dates (Gunna feat. Lil Baby)                                          | —           | —           | —           | /                                     |
| 2018 | Gossip (Yogii feat. Lil Baby, Marlo e Bigga Rankin)                            | —           | —           | —           | Picasso                               |
| 2018 | Trap House (Riff 3x feat. Lil Baby)                                            | —           | —           | —           | Trap Melodies                         |
| 2018 | Alley Oop (Yung Gravy feat. Lil Baby)                                          | —           | —           | —           | Sensational                           |
| 2019 | Trap (SAINt JHN feat. Lil Baby)                                                | —           | —           | —           | Ghetto Lenny's Love Songs             |
| 2019 | You Stay (DJ Khaled feat. Meek Mill, J Balvin, Lil Baby e Jeremih)             | 44          | 63          | —           | Father of Asahd                       |
| 2019 | Tootsies (Gucci Mane feat. Lil Baby)                                           | —           | —           | —           | Woptober II                           |
| 2019 | Pop Out Again (Polo G feat. Lil Baby e Gunna)                                  | —           | 77          | 10          | Dissimulation                         |
| 2019 | Back On (Quality Control feat. Lil Baby)                                       | —           | —           | —           | Control the Streets, Volume 2         |
| 2019 | Drip Like This (Bankroll Freddie feat. Young Dolph and Lil Baby)               | —           | —           | —           | From Trap to Rap                      |
| 2019 | Highest in the Room (Remix) (Travis Scott feat. Rosalía e Lil Baby)            | —           | —           | —           | JackBoys                              |
| 2020 | U Played (Moneybagg Yo feat. Lil Baby)                                         | 53          | —           | —           | Time Served                           |
| 2020 | I Do It (Lil Wayne feat. Big Sean e Lil Baby)                                  | 33          | 63          | —           | Funeral                               |
| 2020 | Life Is Good (Remix) (Future feat. Drake, DaBaby e Lil Baby)                   | —           | —           | —           | High Off Life                         |
| 2020 | 3 Headed Goat (Lil Durk feat. Lil Baby e Polo G)                               | 43          | 77          | —           | Just Cause Y'All Waited 2             |
| 2020 | Prospect (iann dior feat. Lil Baby)                                            | —           | —           | —           | I'm Gone                              |
| 2020 | Both Sides (Gucci Mane feat. Lil Baby)                                         | —           | —           | —           | So Icy Summer                         |
| 2020 | One Shot (YoungBoy Never Broke Again feat. Lil Baby)                           | 94          | —           | —           | Road to Fast 9                        |
| 2020 | Know My Rights (6lack feat. Lil Baby)                                          | 75          | 82          | —           | 6pc Hot EP                            |
| 2020 | Back At It (Lil Mosey feat. Lil Baby)                                          | —           | —           | —           | Certified Hitmaker (Deluxe)           |
| 2020 | She Know (Lil Keed feat. Lil Baby)                                             | —           | —           | —           | Trapped on Cleveland 3                |
| 2020 | Narrow Road (NLE Choppa feat. Lil Baby)                                        | —           | —           | —           | Top Shotta                            |
| 2020 | 24 (Remix) (Money Man feat. Lil Baby)                                          | 49          | 45          | —           | Epidemic (Deluxe)                     |
| 2020 | Don't Need Time (Remix) (Hotboii feat. Lil Baby)                               | —           | —           | —           | /                                     |
| 2020 | Why Do You Lie To Me (Topic e A7S feat. Lil Baby)                              | —           | —           | —           | /                                     |
| 2020 | For the Night (Pop Smoke feat. Lil Baby e DaBaby)                              | 6           | 7           | 14          | Shoot For The Stars, Aim For The Moon |
| 2020 | Pardon (T.I. feat. Lil Baby)                                                   | 97          | —           | —           | The L.I.B.R.A.                        |
| 2020 | I Met Tay Keith First (Blac Youngsta feat. Lil Baby e Moneybagg Yo)            | —           | —           | —           | Fuck Everybody 3                      |
| 2021 | Ugly (Russ feat. Lil Baby)                                                     | 118         | —           | —           | /                                     |
| 2021 | I Did It (DJ Khaled feat. Post Malone, Megan Thee Stallion, Lil Baby e DaBaby) | 43          | 22          | 53          | Khaled Khaled                         |
| 2021 | Every Chance I Get (DJ Khaled feat. Lil Durk e Lil Baby)                       | 20          | 25          | 73          | Khaled Khaled                         |
| 2021 | Girls Want Girls (Drake feat. Lil Baby)                                        | 2           | 8           | 2           | Certified Lover Boy                   |